# Shibori

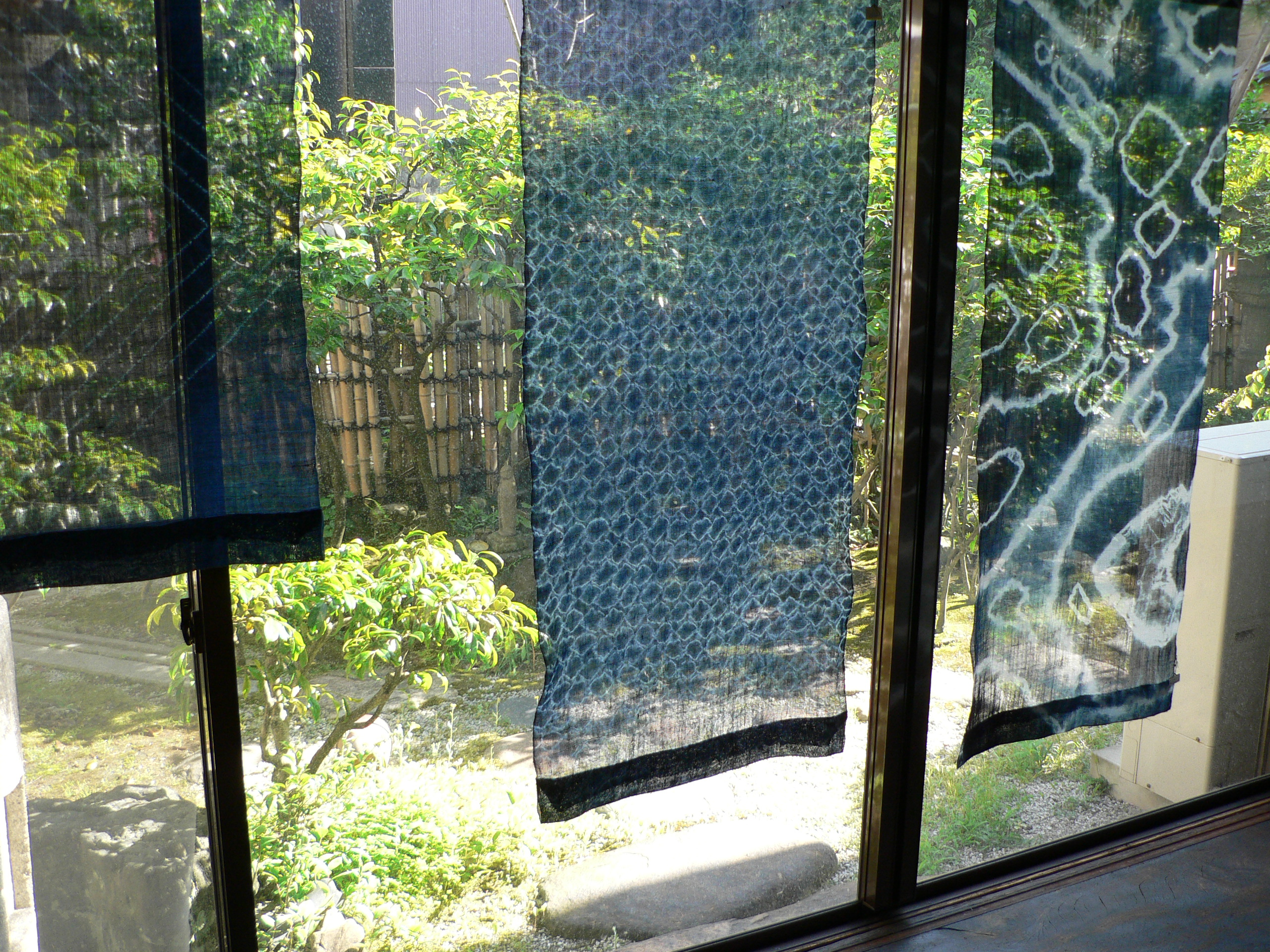
Algunas telas con shibori expuestas a la luz del sol, mostrando varias de las técnicas utilizadas.

Shibori es una técnica manual japonesa de teñido por reserva que produce patrones en las telas.

## Historia
En Japón, este es el ejemplo más antiguo conocido de un trozo de tela tratado con la técnica shibori se remonta al siglo VIII; la tela se encuentra entre los tesoros donados por el Emperador Shōmu al Tōdai-ji en Nara.
Hasta el siglo XX, muy pocas tinturas y telas eran utilizadas en Japón. Las telas más utilizadas eran la seda y el cáñamo, y, posteriormente, el algodón. La principal tintura utilizada era índigo y, en menor proporción, la rubia y la remolacha.
El shibori y otras artes textiles, tales como el tsutsugaki, se utilizaban en todas estas telas y con las tinturas mencionadas.

## Técnicas

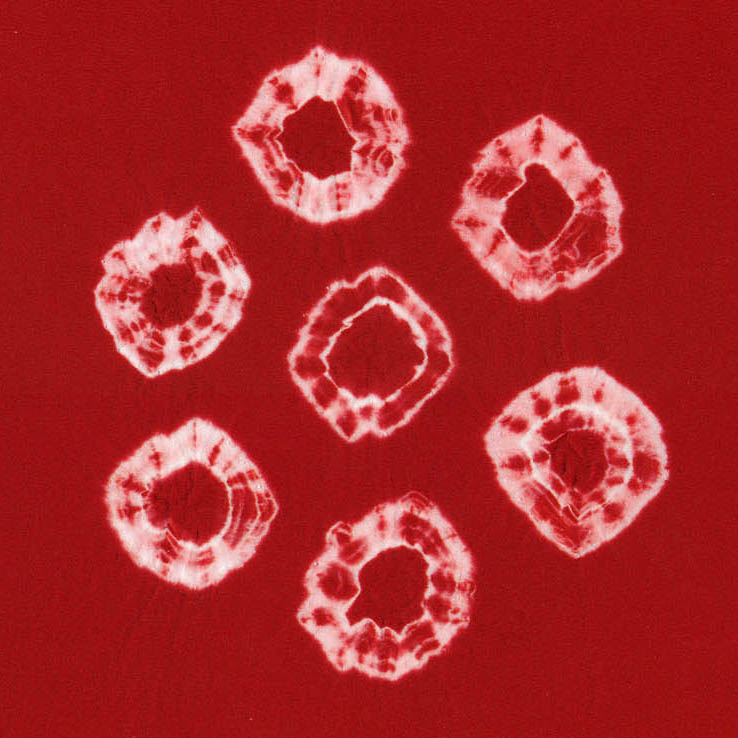
Ejemplo de ne-maki shibori.

Existe una inmensa cantidad de formas en que se puede unir, coser, doblar, retorcer o comprimir un trozo de tela para tratarla con el shibori, y cada una crea unos patrones de teñido muy diferentes. Los distintos métodos se utilizan para obtener determinados resultados, pero cada uno también se usa para que esté en armonía con el tipo de tela utilizado. Por lo tanto, la técnica de shibori utilizada dependerá no solo de los patrones deseados, sino de las características de la tela que se desea teñir. También es posible utilizar varias técnicas a la vez para conseguir resultados más complejos.

### Kanoko shibori
Kanoko shibori es lo que comúnmente se conoce en Occidente como tie-dye. En esta técnica se unen ciertas partes de la tela para obtener el patrón deseado. En el shibori tradicional se utiliza hilo para realizar las uniones. El patrón que se obtiene depende de cuán fuerte se unan las partes de la tela y de dónde se realicen las costuras. Si se unen porciones aleatorias de la tela, el resultado será un patrón de círculos distribuidos de manera aleatoria. Si primero se dobla la tela y después se une, los círculos resultantes tendrán un patrón según donde se hayan realizado los pliegues.

### Miura shibori
Miura shibori también se denomina unión en lazos. En esta técnica se utiliza una aguja en forma de gancho y se perforan partes de la tela. Luego se pasa un hilo alrededor de la zona dos veces. El hilo no se ajusta; la tensión es lo único que hace que las partes permanezcan en su lugar. El resultado es una tela con un diseño que parece diluido en agua. Dado que no se utilizan nudos para fijar el hilo, es muy fácil preparar y desarmar después la tela del miura shibori. Por lo tanto, esta técnica es utilizada con mucha frecuencia.

### Kumo shibori
Kumo shibori es una técnica que utiliza doblado y uniones cosidas apretadas. Varias zonas de la tela se doblan repetidamente y con precisión. Luego, las partes se cosen apretadamente. El resultado es un diseño característico con forma de araña. Esta técnica permite obtener un diseño muy preciso y específico.

### Nui shibori

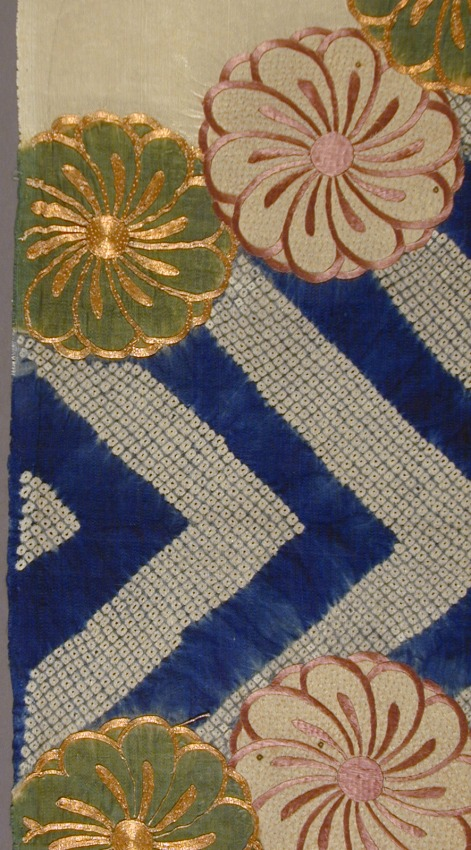
Parte de un kimono (Kosode) tratado con kanoko shibori y seda y bordado con hilo metálico,.

Nui shibori es una técnica a base de puntadas de hilo. Se pasa un único hilo por la tela y luego se tensa con fuerza para que la tela se junte en torno al hilo. Para que la técnica produzca el efecto buscado es preciso tensar el hilo con mucha fuerza, y muy a menudo se utiliza una clavija de madera para ayudar a tensar el hilo. Cada hilo se anuda antes de teñir.
Esta técnica permite tener un gran control sobre el patrón resultante y obtener diversos diseños, pero requiere mucho tiempo.

### Arashi shibori
Arashi shibori también denominado el shibori de envolver un palo. En esta técnica la tela se envuelve en diagonal alrededor de un palo. Luego la tela se fija con fuerza envolviendo un hilo en torno a la tela y el palo para después arrugarla sobre el palo. El resultado es una tela plisada con un diseño en diagonal.
Arashi significa «tormenta» en japonés. Los patrones que se obtienen con esta técnica son siempre en diagonal, y se asemejan a la lluvia durante una tormenta.

### Itajime shibori
Itajime shibori es una técnica basada en el uso de formas que evitan el paso del tinte. Tradicionalmente, la tela se coloca entre dos piezas de madera, que se atan entre sí con un hilo. Algunos artistas textiles modernos utilizan formas recortadas de acrílico o plexiglás que fijan con grapas. Los trozos evitan que las partes cubiertas entren en contacto con la tintura.